# Coniophanes melanocephalus
Coniophanes melanocephalus là một loài rắn trong họ Rắn nước. Loài này được Peters mô tả khoa học đầu tiên năm 1869.